# La dama de l’amor feréstec
La dama de l'amor feréstec és un drama en tres actes de Joan Puig i Ferreter, estrenat amb el nom de Dama Isaura al Teatre Goya de Barcelona, el dia 19 de març de 1921 per la Companyia Vila-Daví. Aquesta seria reestrenada en diverses ocasions, entre elles, el 1930 al mateix teatre Goya sota la direcció de Enric Lluelles. En format radiofònic, la peça fou narrada el 28 de gener del 1968 en el programa de «Radioteatro» de Ràdio Barcelona.
El personatge d'Isaura va ser esbossat prèviament d'alguna manera de Lluïsa de Moran a La dama enamorada (1908), obra del mateix autor, i al seu torn, aquesta de la construcció de Marta a La dama alegre (1904).

## Repartiment de l'estrena
- Dama Isaura: Maria Vila
- Llorenç: Gastón A. Mantua
- Abdon: Pius Daví
- Maria: Sra. Valentí
- L'Ermità: Enric Lluelles
- Eugeni: Pere Ventanyols
- Director artístic: Pius Daví